# Уиткофф, Стив
Сти́вен Чарльз (Стив) Уи́ткофф (англ. Steven Charles "Steve" Witkoff; род. 15 марта 1957, Бронкс, Нью-Йорк, Нью-Йорк, США) — американский миллиардер, дипломат, инвестор и застройщик, адвокат и филантроп, специальный посланник США на Ближнем Востоке. Основатель и глава Witkoff Group. Начал карьеру в качестве адвоката по недвижимости, а затем перешел в сферу инвестиций и развития недвижимости.
В годы первого президентства Дональда Трампа был членом Great American Economic Revival Industry Groups, созданных для борьбы с экономическими последствиями пандемии COVID-19 в США. В ноябре 2024 года тогдашний избранный президент Дональд Трамп объявил, что назначит Уиткоффа специальным посланником США на Ближнем Востоке, и до вступления в должность он сыграл ключевую роль в переговорах по прекращению огня и обмену заложниками между Израилем и ХАМАС в январе 2025 года.
Находясь на посту специального посланника, Уиткофф курирует сразу несколько ключевых направлений — войну в Газе, ядерную программу Ирана и российско-украинскую войну (в том числе выступает в роли переговорщика с Владимиром Путиным). За это его прозвали «специальным посланником по всему» (англ. special envoy for everything), поскольку объём его обязанностей фактически приравнивается к уровню государственного секретаря.

## Биография

### Ранние годы
Родился в семье Мартина и Лоис Уиткоффов в Бронксе в Нью-Йорке и рос в Болдвин-Гарборе, Нью-Йорк, и в Олд-Уэстбери, Нью-Йорк на Лонг-Айленде. Отец занимался производством женских пальто в Нью-Йорке.
В 1980 году получил степень бакалавра в Университете Хофстра. В 1983 году получил степень доктора права в Школе права Хофстра.
Начал карьеру как юрист по недвижимости, а затем стал застройщиком, инвестором и миллиардером. В ноябре 2024 года в The Wall Street Journal отмечал: «Коллеги в мире недвижимости постоянно описывают Уиткоффа… как умного, симпатичного и талантливого переговорщика и простого в общении».
После окончания в 1983 году юридического факультета работал в нью-йоркской юридической фирме Dreyer & Traub, где одним из его клиентов был Дональд Трамп. Они подружились в процессе совместной работы над бизнес-соглашением.
Впоследствии работал в сфере недвижимости в нью-йоркской юридической фирме Rosenman & Colin до 1986 года.

### Карьера в сфере недвижимости
В 1985 году стал соучредителем компании Stellar Management, сотрудничая с коллегой, юристом по недвижимости из Dreyer & Traub Ларри Глюком; Stellar является призванием на Стива и Ларри; таким образом перешел от юридической практики к владению и управлению недвижимостью. Они приобрели дешевые жилые дома в Вашингтон-Хайтс и северо-западном Бронксе. Когда-то владели 85 домами с более чем 3000 квартирами. Он накопил небольшой портфель зданий и в 1995 году расширил свою деятельность в Нижнем Манхэттене, купив несколько недорогих офисных построек. В 1996 году получил финансирование от Credit Suisse First Boston для приобретения 33 Либерти-стрит, 27-этажной башни, спроектированной Филиппом Джонсоном и Джоном Берджи. В следующем году сдал 13 верхних этажей здания в аренду Федеральному резервному банку Нью-Йорка на 25 лет. У него сложились тесные отношения с Credit Suisse First Boston, и он приобрел дополнительные объекты за очень небольшие средства, в частности, небоскреб Дейли-Ньюс-билдинг в районе Ист-Мидтаун на Манхэттене, спроектированного архитекторами Раймондом Худом и Джоном Мидом Хауэллсом.
В 1997 году покинул Stellar Management, основал и стал председателем и генеральным директором частной Witkoff Group со штаб-квартирой в Нью-Йорке и расширил деятельность в сфере жилищного строительства и реабилитации. В 1998 году вместе с деловым партнером Рубином Шроном приобрел Вулворт-билдинг в Трайбеке за 138 миллионов долларов, и расширил свой портфель, купив недвижимость в Чикаго, Далласе и Филадельфии. По состоянию на октябрь 1998 года Witkoff Group управляла 11 миллионами квадратных футов коммерческой и розничной недвижимости, а также владела долей собственности в 7500 квартирах и ряде сделок по строительству земли и гостиниц. 1998 запланированное IPO его компании на 2 миллиарда долларов отменили из-за краха рынка недвижимости. Уиткофф и Глюк разорвали партнерство: Глюк получил жилую недвижимость, а Уиткофф — офисные здания.
В 2013 году вместе с Гарри Маклоу приобрел отель «Park Lane» на Манхэттене за 660 миллионов долларов. В том же году вместе с Fisher Brothers также приобрел земельный участок в Трайбеке на Манхэттене за 223 миллиона долларов, на котором построили жилую башню высотой 792 фута.

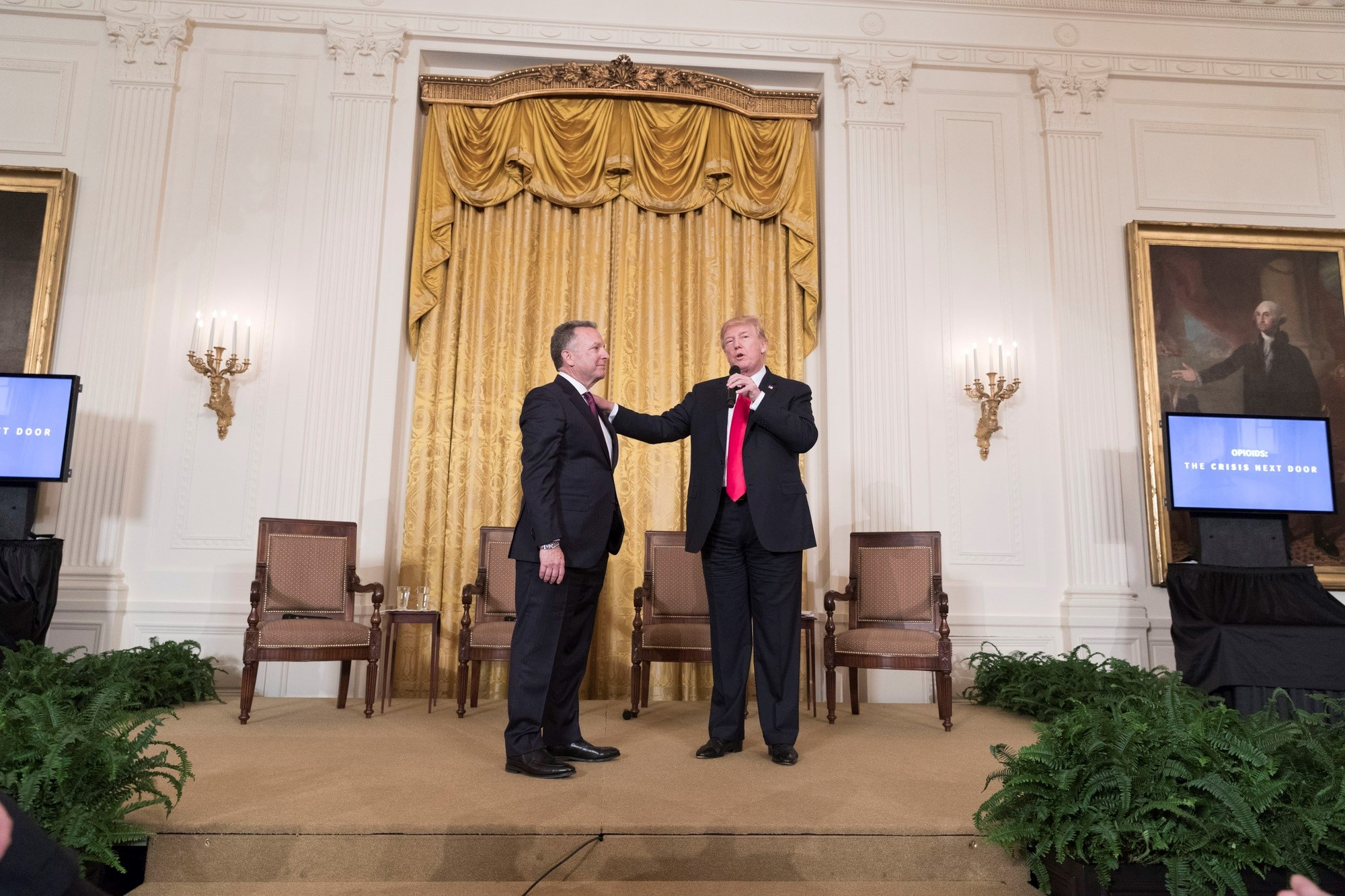
Уиткофф с Президентом США Дональдом Трампом, 1 марта 2018 года

По состоянию на 2014 год владел 30 объектами недвижимости в США и Лондоне. По состоянию на 2019 год Witkoff Group владела почти 50 объектами недвижимости в США и за рубежом.
Witkoff Group приобрела проект строительства курорта и казино за 600 миллионов долларов. Заведение планировали открыть в 2020 году под названием The Drew, в честь покойного сына Уиткоффа Эндрю. Однако строительство остановилось в марте 2020 года из-за пандемии COVID-19 в Неваде. В феврале 2021 года Koch Real Estate Investments приобрела недвижимость. Отель открылся в декабре 2023 года, его строительство обошлось в 3,7 миллиарда долларов, что сделало его вторым самым дорогим курортом в Лас-Вегасе.

## Государственная служба
В апреле 2020 года во время первого президентства Дональда Трампа был членом Great American Economic Revival Industry Group, которую создал Трамп для борьбы с экономическим влиянием пандемии COVID-19 в США.
В июле 2024 года выступил с речью на четвертом вечере национального съезда Республиканской партии.
15 сентября 2024 года играл в гольф с Трампом в Trump International Golf Club в Вест-Палм-Бич, штат Флорида, когда Райан Уэсли Раут пытался убить Трампа. Сотрудник Секретной службы выстрелил в нападающего, который сбежал на автомобиле, но был задержан.
9 ноября 2024 года избран сопредседателем Президентского комитета по инаугурации второго президентства Трампа вместе с бывшим сенатором США Келли Леффлером.

### Специальный посланник США на Ближнем Востоке
12 ноября 2024 года новоизбранный президент США Дональд Трамп назначил Уиткоффа специальным посланником США на Ближнем Востоке.
Сыграл ключевую роль в переговорах по прекращению огня и обмену заложниками между Израилем и ХАМАС в январе 2025 года вместе с Бреттом Макгерком, ведущим переговорщиком президента Байдена, который пригласил Уиткоффа присоединиться к переговорам, а также с премьер-министром Катара шейхом Мохаммедом. Его откровенный, прямой и агрессивный стиль переговоров способствовал заключению шестинедельного соглашения о прекращении огня, во время которого должен был состояться обмен 33 заложников, удерживаемых ХАМАС после нападения на Израиль 7 октября, на приблизительно 1000 палестинских заключенных, некоторые из которых отбывали пожизненное заключение за убийство, и шаги к дальнейшим обменам и прекращению затянувшейся 15-месячной войны. Подход Уиткоффа отличался от традиционных дипломатических методов, поскольку он, вместе с Макгерком по громкой связи из Катара, оказывал давление на премьер-министра Израиля Биньямина Нетаньяху, чтобы тот завершил соглашение, подчеркивая, что Трамп хочет, чтобы соглашение было заключено. В «Нью-Йорк таймс» написали: «Это был яркий пример сотрудничества между двумя мужчинами, представляющими ожесточенных политических соперников. Редко, если вообще прежде, команды нынешних и новых президентов разных партий работали вместе в такой критический момент».
29 января 2025 года прибыл в Израиль и совершил поездку в Газу, которая происходит крайне редко для американского чиновника, чтобы лично наблюдать за прекращением огня между Израилем и ХАМАС.

### Переговоры США и России по Украине

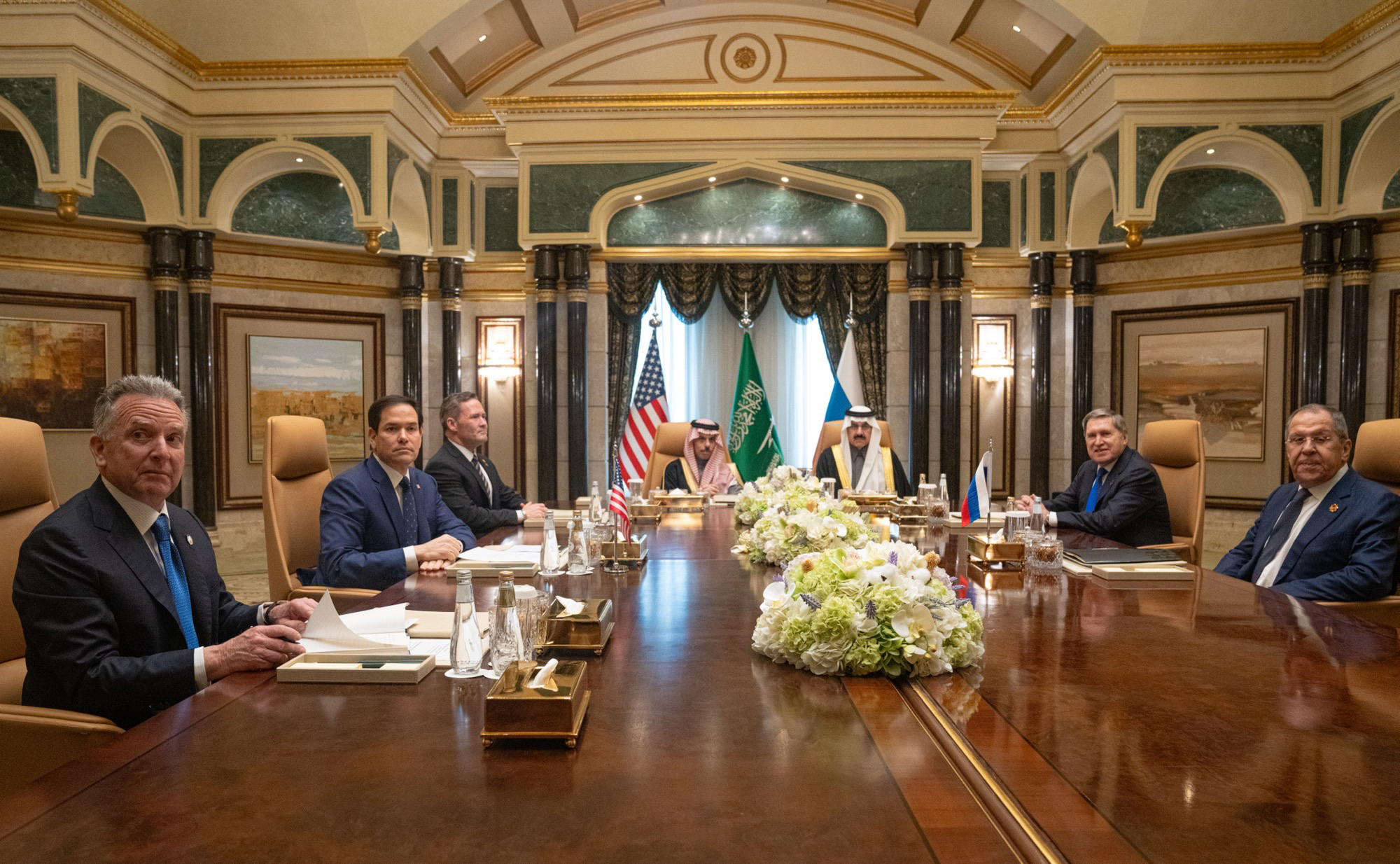
Встреча американской, саудовской и российской делегаций в Эр-Рияде, 18 февраля 2025 года

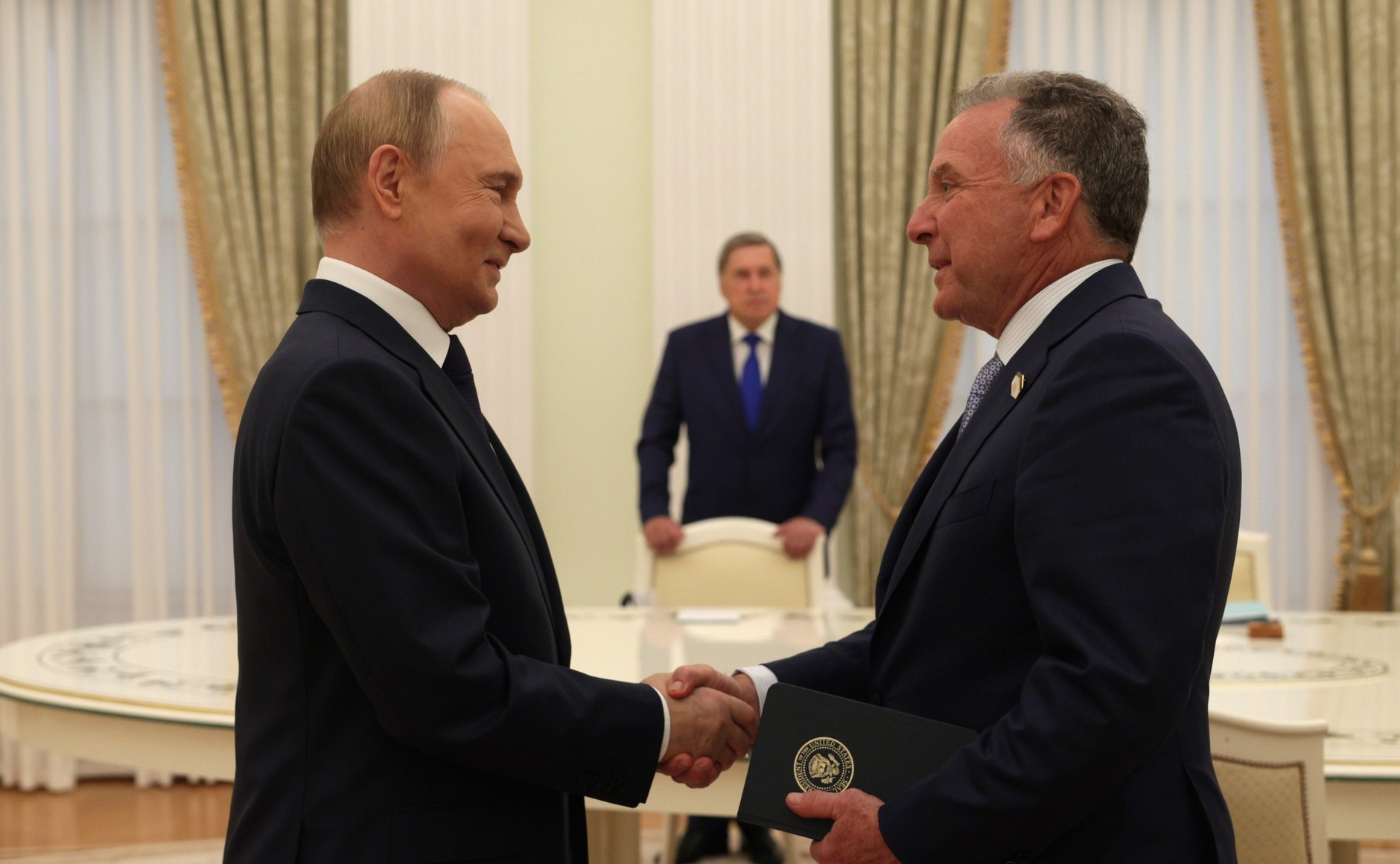
Уиткофф с Президентом России Владимиром Путиным, 6 августа 2025 года

11 февраля 2025 года Президент США Дональд Трамп отправил Уиткоффа в Москву, где тот встретился с Президентом России Владимиром Путиным и отвечал за переговоры, которые привели к обмену заключенными и освобождению гражданина США Марка Фогеля из российской тюрьмы в обмен на гражданина России Александра Винника. Уиткофф сказал относительно Путина и Трампа, что «я думаю, что у них была большая дружба, и я думаю, что теперь она продолжится, и это действительно хорошо для мира».
16 февраля 2025 года Уиткофф отверг опасения, что Украина и Европа будут исключены из любых будущих мирных переговоров в связи с вторжением России на Украину. 18 февраля 2025 года американская и российская делегации во главе с госсекретарем США Марко Рубио и министром иностранных дел России Сергеем Лавровым соответственно встретились в Эр-Рияде, Саудовская Аравия, чтобы разработать основу для дальнейших мирных переговоров по конфликту на Украине. Рубио сопровождали Стив Уиткофф и советник президента США по национальной безопасности Майкл Уолтц.
6 августа 2025 года на трёхчасовой встрече в Кремле Владимир Путин и Стив Уиткофф пришли к решению о проведении саммита между президентами России и США — Владимиром Путиным и Дональдом Трампом — посвящённого урегулированию вооружённого конфликта на Украине.

## Личная жизнь
Жил в Верхнем Ист-Сайде на Манхэттене. В 1987 году женился на Лорен Джилл Раппопорт, которая тогда была юристом манхэттенской юридической фирмы Botein, Hays & Sklar. В 2019 году переехал из Нью-Йорка во Флориду и поселился в Майами-Бич.
У пары родилось трое сыновей. В 2011 году их 22-летний сын Эндрю умер от передозировки оксиконтина в закрытом доме трезвости Sunset Plaza Drive в Калифорнии. Сын Зак является соучредителем World Liberty Financial, криптовалютной компании. Сын Александр является согенеральным директором Witkoff Group.
Работал в Исполнительном комитете Совета по недвижимости Нью-Йорка, опекуном Intrepid Foundation и в Совете опекунов Университета Гофстра (с 2015 года).